# Goldener Vorhang
Der Goldene Vorhang ist ein Theaterpreis des 1967 gegründeten Berliner Theaterclubs. Jährlich wählen die derzeit über 20.000 Mitglieder den beliebtesten Darsteller und die beliebteste Darstellerin der Berliner Theatersaison. Die Verleihung erfolgt im Rahmen des Berliner Theaterballs. Die undotierte Auszeichnung der Besucherorganisation wird seit 1976 vergeben. Die Trophäe wird jährlich neu von der Berliner Bildgießerei Noack entworfen und gestaltet.

## Preisträger
- 1976: Inge Meysel für ihre Rolle in Die Hebamme und Georg Thomalla
- 1977: Johanna von Koczian und Günter Pfitzmann sowie Ehrenpreis: Edith Hancke
- 1978: Anita Kupsch und Harald Juhnke
- 1979: Johanna von Koczian und Martin Held
- 1980: Edith Hancke und Günter Pfitzmann
- 1981: Nicole Heesters und Günter Pfitzmann
- 1982: Nicole Heesters und Boy Gobert
- 1983: Nicole Heesters und Georg Thomalla
- 1984: Nicole Heesters und Martin Held
- 1985: Edith Hancke und  Martin Held
- 1986: Edith Hancke und Helmut Baumann
- 1987: Edith Hancke und Helmut Baumann
- 1988: Edith Hancke und Herbert Herrmann
- 1989: Edith Hancke und Peer Schmidt
- 1990: Judy Winter und Harald Juhnke
- 1991: Edith Hancke und Ezard Haußmann
- 1992: Edith Hancke und Heinz Rennhack
- 1993: Katharina Thalbach und Wolfgang Spier
- 1994: Brigitte Mira und Edith Hancke, Harald Juhnke und Wolfgang Spier
- 1995: Angelika Milster und Helmut Baumann
- 1996: Evelyn Hamann und Johannes Heesters für seine Rolle Ein gesegnetes Alter am Theater am Kurfürstendamm
- 1997: Dagmar Biener und Klaus Sonnenschein
- 1998: Katharina Thalbach und die Berlin Comedian Harmonists (Günter Barton, Olaf Drauschke, Conrad F. Geier, Horst Maria Merz, Holger Off und Tilmann Rönnebeck) für ihre Darstellung in Veronika, der Lenz ist da – Die Comedian Harmonists in der Komödie am Kurfürstendamm
- 1999: Judy Winter und Ben Becker für seine Rolle in Berlin Alexanderplatz am Maxim Gorki Theater
- 2000: Judy Winter und Georg Preuße für seine Rolle als Conférencier in dem Musical Cabaret am Theater am Kurfürstendamm
- 2001: Brigitte Mira und Walter Plathe
- 2002: Edith Hancke und Walter Plathe für seine Rolle in Heute kein Hamlet am Theater am Kurfürstendamm
- 2003: Judy Winter für ihre Darstellung in dem Theaterstück Acht Frauen und Georg Preuße für seine Darstellung des Jedermann der Berliner Jedermann-Festspiele
- 2004: Anita Kupsch und Georg Preuße für seine Mary-Show Schillernde Zeiten im Schillertheater Berlin und seine Darstellung in Jedermann 2003 der Berliner Jedermann-Festspiele
- 2005: Ursela Monn für ihre Rolle in Die acht Frauen am Renaissance-Theater und Walter Plathe für seine Rolle in Die Abenteuer des braven Soldaten Schwejk am Theater am Kurfürstendamm
- 2006: Edith Hancke für ihre Rolle in der Komödie Herbstzeitlose am Theater am Kurfürstendamm und Klaus Sonnenschein für seine Rolle in der Komödie Herbstzeitlose am Theater am Kurfürstendamm
- 2007: Suzanne von Borsody für ihre Rolle in Verdammt lange her am Renaissance-Theater und Walter Plathe für seine Rolle in Ein eingebildeter Kranker am Theater am Kurfürstendamm
- 2008: Johanna von Koczian für ihre Rolle in Oskar und die Dame in Rosa in der Theater am Kurfürstendamm; und Dominique Horwitz für seine Rolle von Charlotte von Mahlsdorf in Ich mach ja doch was ich will am Renaissance-Theater; sowie Dieter Hallervorden für sein Lebenswerk
- 2009: Katharina Thalbach für ihre Rolle in Wie es euch gefällt am Theater am Kurfürstendamm und Walter Plathe für seine Hauptrolle in Zille von Horst Pillau am Theater am Kurfürstendamm
- 2010: Ensemble des Stücks Ewig Jung (Angelika Milster, Katharine Mehrling, Anika Mauer, Dieter Landuris, Guntbert Warns, Timo Dierkes und Harry Ermer) für deren Darstellung am Renaissance-Theater
- 2011: Katharina Thalbach für ihre Rolle in Der Raub der Sabinerinnen in der Komödie am Kurfürstendamm und Dieter Hallervorden für seine Rolle in Die Socken Opus 124 am Schlosspark Theater
- 2012: Suzanne von Borsody für ihre Rolle in Der letzte Vorhang am Renaissance-Theater und Dieter Hallervorden für seine Rolle in Ich bin nicht Rappaport am Schlosspark Theater
- 2013: Katharine Mehrling für ihre Darstellung der Judy Garland im Schauspiel End of the Rainbow am Schlossparktheater und in der Jazzoperette Ball im Savoy an der Komischen Oper und Boris Aljinovic für seine Rolle in Von hinten durch die Brust ins Auge am Renaissance-Theater
- 2014: Anika Mauer für die Rolle der Wanda in Venus im Pelz, der Constanze in Die ideale Frau und der Mrs. Cheveley in Der ideale Mann sowie ihrem Auftritt in der Revue Ich weiß nicht, zu wem ich gehöre (Renaissance-Theater) und Walter Plathe für seine Rollen in Zille und Der eiserne Gustav am  Theater am Kurfürstendamm
- 2015: Katharine Mehrling für ihre Rolle in Fast normal am Renaissance-Theater und Boris Aljinovic für seine Rolle in Unwiderstehlich am Renaissance-Theater
- 2016: Katharine Mehrling für ihre Rolle als Eliza in My Fair Lady an der Komischen Oper und Dieter Hallervorden für seine Rolle in Vor Sonnenuntergang am Schlosspark Theater
- 2017: Dagmar Manzel für ihre Rollen in Glückliche Tage und Gift am Deutschen Theater und Die Perlen der Cleopatra an der Komischen Oper und Ulrich Matthes für seine Rollen in Tod eines Handlungsreisenden, Das weite Land und Der Mensch erscheint im Holozän am Deutschen Theater
- 2018: Katharine Mehrling für Mehrling au Bar in der Bar jeder Vernunft und ihre Rolle in der französischen Komödie Die Wahrheit im Schlosspark Theater und Oliver Mommsen für seine Rolle des Autisten in Die Tanzstunde in der Komödie am Kurfürstendamm im Schiller Theater
- 2019: Katharine Mehrling für ihre Rolle als Eliza in My Fair Lady an der Komischen Oper und Boris Aljinovic für seine Rolle als Wilhelm Giesecke in Im weißen Rössl am Renaissance-Theater
- 2022: Katharina Thalbach für ihre Darstellung des Privatdetektivs Hercule Poirot in Mord im Orientexpress (nach Agatha Christie) an der Komödie am Kurfürstendamm[1] und Dieter Hallervorden für seine Darstellung in Der König stirbt im Schlosspark Theater.[2]
- 2023: Katharine Mehrling für ihre Darstellung in …und mit morgen könnt ihr mich! an der Komischen Oper und Matthias Brandt für seine Darstellung in  Mein Name sei Gantenbein am Berliner Ensemble
- 2024: Katharine Mehrling für ihre Darstellung der Roxie Hart in Chicago an der Komischen Oper sowie ihr Brecht-Programm Fremder als der Mond am Berliner Ensemble und Boris Aljinovic für seine Darstellungen in Onkel Wanja am Schlosspark-Theater und Cluedo — Das Mörderspiel in der Komödie am Kurfürstendamm

## Belege
1. ↑  Berliner Publikumspreis für Katharina Thalbach, nachtkritik.de vom 9. September 2022, abgerufen am 14. September 2022
2. ↑  Karla Rabe: Ein Orden für den König: Dieter Hallervorden bekommt „Goldenen Vorhang“. In: berliner-woche.de. 24. März 2023, abgerufen am 10. Juli 2023.